# 1633 en philosophie
Chronologie de la philosophie
- 1629
- 1630
- 1631
- 1632
- 1633
- 1634
- 1635
- 1636
- 1637

L’année 1633 a été marquée, en philosophie, par les événements suivants :

## Publications
- Francis Bacon : Essais de morale et de politique (en). Ces essais jouissent d'une grande réputation (publiés d'abord en anglais, en 1597, puis en latin, sous le titre de Sermones fideles, 1633).

- Comenius : 
  - Vestibulum, 1633 - manuel de latin, plus accessible que Ianua linguarum reserata;
  - Physicae synopsis, 1633, Leipzig - manuel de physique.

- Scioppius : Mysteria patrum jesuitorum.